# علیرضا صمیمی
علیرضا صمیمی (زاده ۸ تیر ۱۳۶۶ در بوشهر) یک بازیکن فوتسال اهل ایران است. او هم‌اکنون عضو تیم ملی فوتسال ایران ودروازه‌بان باشگاه فوتسال مس سونگون است.
او در مرداد ماه سال ۱۳۹۷ عنوان بهترین دروازه‌بان فوتسال ایران رو کسب کرد. بر اساس لیست منتشرشده از سوی وب سایت Futsal Planet، علیرضا صمیمی  در سال‌های ۲۰۱۶،‌ ۲۰۱۷، ۲۰۱۸، ۲۰۱۹ و ۲۰۲۰ در میان ده دروازه‌بان برتر جهان قرار گرفت.

## افتخارات
- نایب‌قهرمانی جام ملت‌های آسیا ۲۰۱۴
- قهرمانی جام ملت‌های آسیا ۲۰۱۶
- قهرمانی جام ملت‌های آسیا ۲۰۱۸
- قهرمانی جام باشگاه‌های فوتسال آسیا ۲۰۱۲
- قهرمانی جام باشگاه‌های فوتسال آسیا ۲۰۱۹
- نایب‌قهرمانی جام باشگاه‌های فوتسال آسیا ۲۰۲۰
- مقام سوم جام باشگاه‌های فوتسال آسیا ۲۰۱۴
- مقام سوم جام جهانی فوتسال ۲۰۱۶
- قهرمانی بازی‌های آسیایی ۲۰۰۹، ۲۰۱۳ و ۲۰۱۷